# Bitwa pod Guilford Court House
Bitwa pod Guilford Court House została stoczona w dniu 15 marca 1781 na terenie dzisiejszego miasta Greensboro w stanie Karolina Północna, podczas amerykańskiej Wojny Rewolucyjnej. 
Liczące 1900 żołnierzy siły brytyjskie pod dowództwem generała lorda Charlesa Cornwallisa, starły się z oddziałami amerykańskimi liczącymi około 4400 ludzi, a dowodzonymi przez pochodzącego z Rhode Island generała Nathanaela Greene’a. Pomimo iż w bitwie zaangażowane były relatywnie nieznaczne siły, to jest ona jednak postrzegana jako jedna z najważniejszych bitew całej wojny. Nim doszło do tego starcia, Brytyjczycy dość łatwo (przy wydatnym udziale lojalistów) opanowali Georgię oraz Karolinę Południową i wszystko wskazywało na to, że również Karolina Północna zostanie przez nich szybko opanowana.

## Przed bitwą
Po przegranej jednego ze swych generałów (Banastre Tarletona) pod Cowpens Cornwallis za wszelką cenę dążył do zniszczenia armii Greene’a. Jednak utrata w czasie starcia pod Cowpens większości lekkiej piechoty zmusiła brytyjskiego dowódcę do pozbycia się (spalenia) części ciężkiego sprzętu tak, by jego oddziały były zdolne do pogoni za uchodzącym na północ przeciwnikiem. Pościg nie udał się, bowiem Greene sforsował rozlane wody rzeki Dan i schronił się w Wirginii zabierając przy tym wszystkie dostępne środki przeprawowe. Cornwallis założył więc obóz pod Hillsborough gromadząc zapasy żywności i próbując uzupełniać szeregi w oparciu o zasoby ludzkie miejscowych lojalistów, ale ci nie kwapili się zasadniczo w szeregi. 
14 marca 1781 Cornwallis otrzymał wiadomość, że generał Richard Butler ma zamiar zaatakować jego wojska. Butler miał pod swymi rozkazami północnokarolińską milicję oraz posiłki z Wirginii w sile 3 000, co wzmocniło poważnie wojska Greene’a dysponującego obecnie niemal dziesięcioma tysiącami ludzi. W ciągu nocy nadeszły następne meldunki potwierdzające, że wojska Greene’a ponownie przekroczyły rzekę i znajdują się w pobliżu siedziby władz lokalnych – Guilford Court House – w odległości zaledwie około 12 mil (20 km). Cornwallis postanowił wydać bitwę, chociaż miał tylko 1900 żołnierzy. Tabory, osłaniane przez 100 piechurów i 20 kawalerzystów odesłał do Bell's Mills, a sam ruszył na przeciwnika.

## Starcie

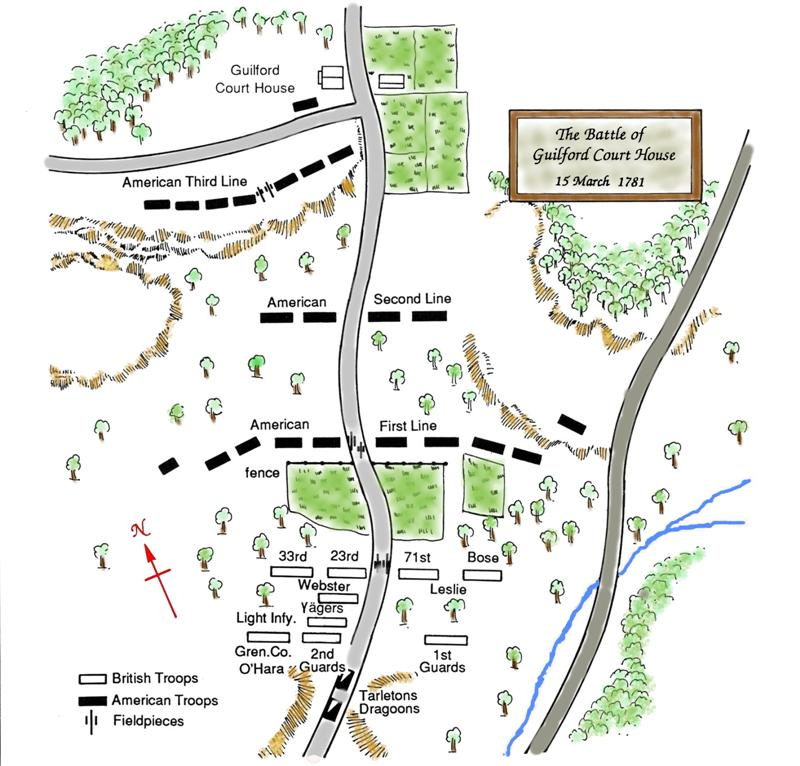
Mapa pola bitwy pod Guilford Court House

Pierwsze starcie czołowych oddziałów kawalerii nastąpiło w odległości około 4 mil (6 km) od Guilford Court House. Brytyjski 23. pułk piechoty wsparł natychmiast własną kawalerię, co zmusiło Amerykanów pod dowództwem „Little Horse Harry’ego” do odwrotu ku pozycjom sił głównych.
Amerykanie zajęli pozycję na wzniesieniu około półtorej mili (2,5 km) od budynku sądu. Cornwallis nie zdobył zbyt wielu informacji o przeciwniku ani od nielicznych jeńców, ani od miejscowej,niechętnie nastawionej ludności. Przed sobą miał plantację ze sporym polem uprawnym po obu stronach drogi i dwoma następnymi, oddzielonymi od siebie 200-metrowym zagajnikiem. Po prawej, za polem, las gęstniał i rozciągał się na kilka kilometrów w głąb. Za polem po lewej rozciągał się ogrodzony las głęboki na 1 milę (1,6 km) i tam też ciągnęła się pierwsza linia frontu Amerykanów, wzmocniona po obu stronach drogi 6-funtowymi działkami.
Greene ustawił swe wojska w trzech liniach. Pierwszą z nich – flankowaną przez strzelców mających swym ogniem dezorganizować frontalne ataki Brytyjczyków – stanowiła milicja północnokarolińska. W drugiej linii stanęła milicja z Wirginii. Oddziały regularne stanowiły linię ostatnią, z dwoma działkami 6-funtowymi w centrum. Wprawdzie powtórzył ustawienie Daniela Morgana spod Cowpens, ale poszczególne linie znajdowały się setki metrów od siebie i nie były w stanie wspierać się wzajemnie.
Po krótkiej wymianie ognia artylerii, o 13.30 Cornwallis wydał rozkaz do ataku. Gdy Brytyjczycy znaleźli się w odległości 150 metrów od ogrodzenia, padła pierwsza salwa ze strony Amerykanów, których długie strzelby miały większy zasięg od brytyjskich muszkietów, co jednak nie powstrzymało nacierających, którzy zbliżyli się na około 100 metrów i oddali salwę. W odległości 50 kroków od płotu padła ostatnia salwa Amerykanów, którzy następnie – mimo znacznych strat w brytyjskiej tyralierze – porzucili swe stanowiska i zaczęli uciekać przez las. W rezultacie Brytyjczycy dotarli wkrótce do drugiej i trzeciej linii obrony, przy czym las był tak gęsty, że walka na bagnety nie wchodziła w grę.
71 Regiment Grenadierów i 2 Pułk Gwardii parły naprzód wspierane ogniem 33. pułku piechoty na lewym skrzydle. Tymczasem na skrzydle prawym 1. Pułk Gwardii i pułk heski miały ciężką przeprawę, bowiem wprawdzie uderzyły na regularne oddziały Armii Kontynentalnej, zmusiły je do ucieczki do lasu i zdobyły dwa działa, ale zaraz zostały odparte przez Pierwszy Regiment Piechoty Maryland i Pułk Lekkich Dragonów. Oddziały musiały odstąpić tracąc przed chwilą zdobyte działa i wielu ludzi, przede wszystkim od własnego ognia. Mimo że sytuacja była wciąż nierozstrzygnięta, wojska amerykańskie zaczęły się cofać, ścigane krótko przez wyczerpanych Brytyjczyków.

## Po walce
Bitwa trwała zaledwie 90 minut. I wprawdzie Brytyjczycy pokonali Amerykanów, ale stracili niemal 25% ludzi. Ich straty wyniosły 5 oficerów i 88 żołnierzy zabitych oraz 24 oficerów i 389 żołnierzy rannych (26 uznano za zaginionych). 
Brytyjczycy, którzy utrzymali się na polu bitwy, byli w sensie technicznym zwycięzcami. Widząc je jednak jako klasyczne pyrrusowe zwycięstwo, przywódca partii wigów w parlamencie i zdecydowany przeciwnik wojny Charles James Fox sparafrazował słynne zdanie Plutarcha mówiąc, „Jeszcze jedno takie zwycięstwo i koniec z brytyjską armią!” .
Po bitwie brytyjscy żołnierze znaleźli się rozproszeni na obszernym, zalesionym terenie, bez żywności i dachu nad głową. W nocy nastąpiła gwałtowna ulewa; 50 rannych zmarło przed świtem. Pogoń za Amerykanami nie była możliwa bez taborów, a te znajdowały się kilkanaście kilometrów w tyle.
Greene, pragnąc za wszelką cenę uniknąć następnej bitwy wycofywał się, przy czym przywrócił porządek w szeregach i wzmocnił morale wojska. Cornwallis ze swej strony, mając obecnie mniej niż półtora tysiąca ludzi pod bronią, zrezygnował z pościgu za Greene’em, zawrócił do Hillsborough, gdzie przez krótki czas odgrywał rolę zwycięzcy, zdobywcy Georgii i obu Karolin. Jednak po kilku tygodniach opuścił wnętrze kraju i wycofał się na wybrzeże, do Wilmington, gdzie miał zamiar zdobyć uzupełnienia i zaopatrzenie dla swej armii.
W Wilmington generał brytyjski zdołał wprawdzie zyskać setki koni dla swej kawalerii i około 12 tysięcy „wyzwolonych” czarnych niewolników, którzy zasilili jego wojsko, ale stracił całkowicie kontrolę nad południowymi koloniami, ku którym skierował się, niezrażony porażką Greene. Ten ostatni powiedział po wojnie: „Walczyliśmy, braliśmy cięgi i znów walczyliśmy”. Greene poniósł porażkę w polu, ale tak poważnie osłabił Cornvallisa, że zdecydowanie przyspieszył jego kapitulację wobec Washingtona w siedem miesięcy później pod Yorktown.